# Megan Hilty

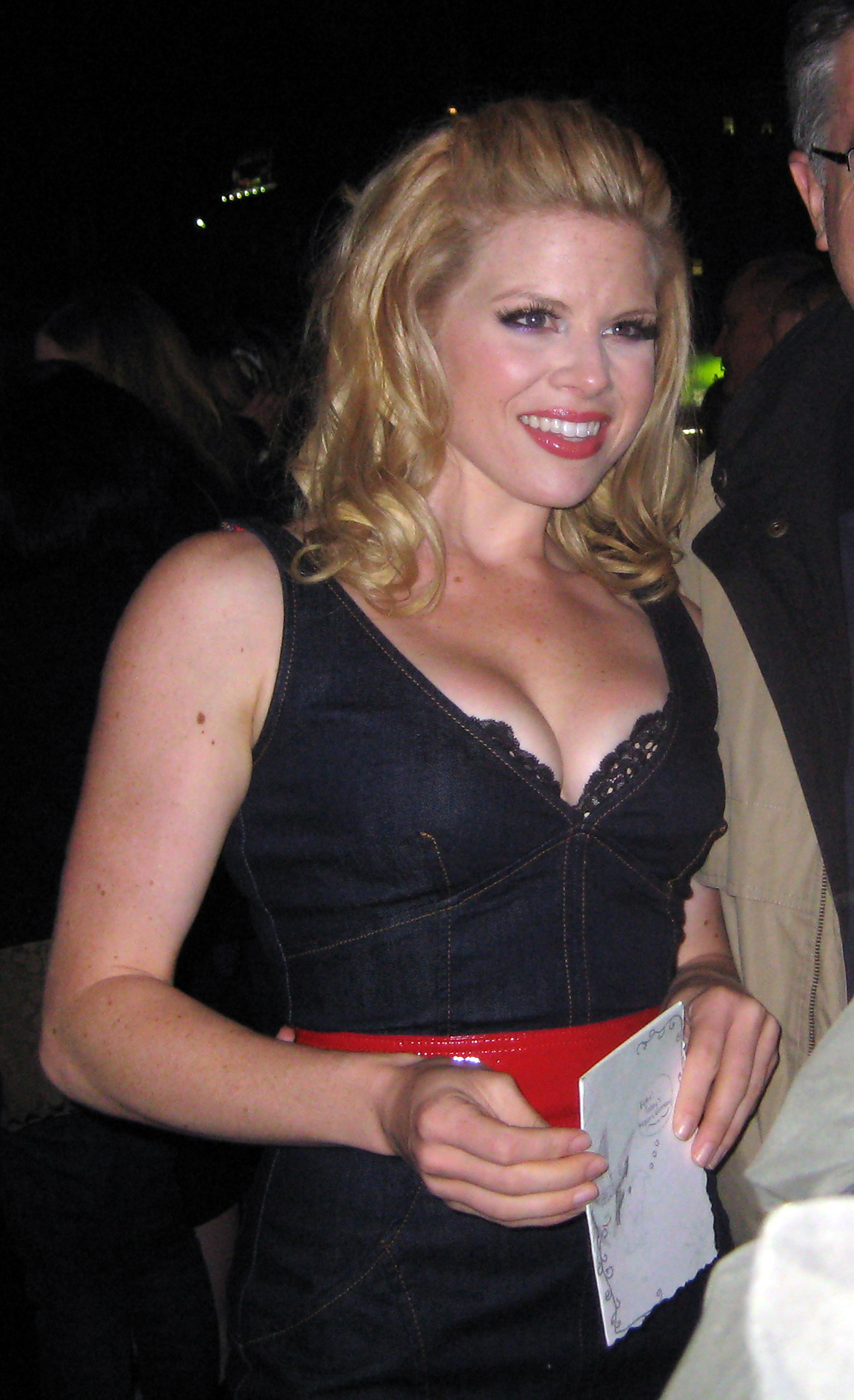
Megan Hilty (2008)

Megan Hilty (* 29. März 1981 in Bellevue, Washington) ist eine US-amerikanische Bühnen- und Fernseh-Schauspielerin.

## Leben
Hilty ging in Bellevue zur Schule und nahm dort ab dem Alter von zwölf Jahren Gesangsunterricht. In Redmond besuchte sie die High School des Washington Academy of Performing Arts Conservatory. 2004 schloss sie die Carnegie Mellon School of Drama an der Carnegie Mellon University in Pittsburgh, Pennsylvania, ab.
Hilty ist Mitglied der Schauspielergewerkschaft Actor's Equity Association. Die National Society of Arts and Letters zeichnete sie für Excellence in Musical Theater aus.

## Filmografie (Auswahl)
Spielfilme
- 2010: Bitter Feast

Fernsehserien
- 2009: Desperate Housewives (2 Episoden)
- 2010: Bones – Die Knochenjägerin (Bones, 5x17)
- 2011: Melissa & Joey (2 Episoden)
- 2012–2013: Smash
- 2013–2014: Sean Saves the World
- 2024: The Pradeeps of Pittsburgh

als Sängerin oder Sprecherin
- 2007: Shrek The Third, Gesangsstimme von Snow White
- 2011: Tinker Bell and the Pixie Hollow Games
- 2011: Stimme in Die Pinguine aus Madagaskar
- 2013: It Happens All the Time, Soloalbum
- 2015: Tinkerbell und die Legende vom Nimmerbiest (Stimme von Rosetta)

## Theater
Broadway
- 2005–2006: Wicked, Musical am Gershwin Theatre am Broadway in Manhattan.
- 2009: 9 to 5: The Musical am Marquis Theatre. Sie wurde für ihre Rolle für den Grammy Award 2010 nominiert.
- 2012: Gentlemen Prefer Blondes als Lorelei Lee im New York City Center, in Manhattan, New York City.

## Konzerte
- 2015: Megan Hilty in Concert, Valley Performing Arts Center, California State University, Northridge, Northridge (Los Angeles), Kalifornien, USA.